# Gynacantha stevensoni
Gynacantha stevensoni – gatunek ważki z rodziny żagnicowatych (Aeshnidae).